# 팀 헤레틱스
팀 헤레틱스(Team Heretics)는 스페인의 리그 오브 레전드, 발로란트 프로게임단이다.

## 연혁

### 리그 오브 레전드
- 2017년 1월 25일 : Team Heretics 창단
- 2017년 12월 31일 : 해체
- 2021년 12월 20일 : Team Heretics 재창단
- 2022년 7월 28일 : 미스핏츠 게이밍의 LEC 프랜차이즈 슬롯 매수[1]

### 발로란트
- 2020년 1월 1일 : Team Heretics 창단
- 2022년 9월 22일 : 발로란트 챔피언스 투어 EMEA 리그 파트너 선정[2]

## 주요 성적

### 리그 오브 레전드
- 2022 LVP 수페르리가 스프링 8위
- 2022 LVP 수페르리가 서머 우승
- 2022 유러피언 마스터스 서머 우승

### 발로란트
- 2021 발로란트 챌린저스 유럽 스테이지 1 챌린저스 2 승리
- 2021 발로란트 챔피언스 투어 마스터스 스테이지 1 유럽 준우승
- 2021 발로란트 챌린저스 유럽 스테이지 2 챌린저스 1 8강
- 2022 발로란트 스페인: 라이징 스테이지 1 10위
- 2022 발로란트 스페인: 라이징 스테이지 2 8위

## 소속 선수

### 리그 오브 레전드
- 감독:
- 코치:

| 이름 | 아이디 | 포지션  | 비고 |
| ---- | ------ | ------- | ---- |
| ?    |        | 탑      |      |
| ?    |        | 정글    |      |
| ?    |        | 미드    |      |
| ?    |        | AD 캐리 |      |
| ?    |        | 서포터  |      |

### 발로란트
- 감독: 닐 핀레이
- 코치: 브랜든 웨버, 라이언 스콜런

| 이름                      | 아이디     | 비고 |
| ------------------------- | ---------- | ---- |
| 에네스 에지를리           | RieNs      |      |
| 도미니카스 루카세비치우스 | MiniBoo    |      |
| 메르트 알칸               | Wo0t       |      |
| 벤지 데이비드 피시        | benjyfishy |      |
| 리카르다스 루카세비치우스 | Boo        | 주장 |